# Mirambell (Balenyà)
Mirambell és una masia del terme municipal de Balenyà, a la comarca catalana d'Osona. Pertany a la parròquia de Santa Coloma Sasserra.
Està situada a la zona central-sud-occidental del terme, a ponent de Puigsagordi i al nord-est del Soler de l'Espina. És a l'esquerra del torrent de la Font de la Collada, al sud-oest del Pla de Castellar.